# Gwara nestramska

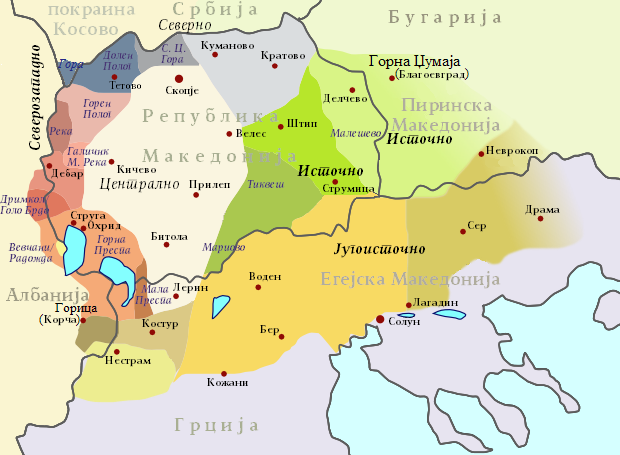
Gwara nestramska (beżowa) na mapie dialektów macedońskich

Gwara nestramska (mac. нестрамско-костенарински дијалект) – gwara macedońska zaliczana do grupy archaicznych gwar południowo-zachodnich, szczególnie bliskie są jej zatem gwara korczańska i kosturska. Używana jest w okolicy miejscowości Nestorio (mac. Нестрам Nestram) w Macedonii Egejskiej.

## Cechy językowe

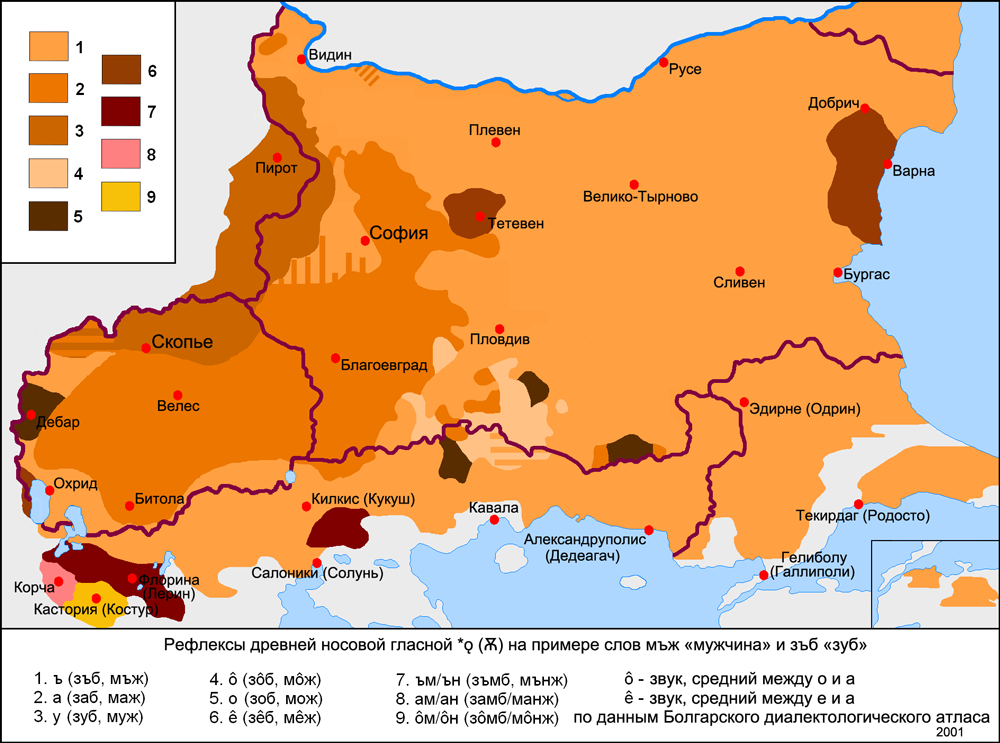
Kontynuanty prasłowiańskiej nosówki *ǫ w gwarach bułgarskich i macedońskich

Charakterystycznymi cechami fonetycznymi gwary nestramskiej są:
- typowe, charakterystyczne również dla gwar centralnych, kontynuanty prasłowiańskich jerów, np. son, den z psł. *sъnъ, *dьnь, co odróżnia ten obszar od gwar południowomacedońskich[2],
- zachowanie prasłowiańskich samogłosek nosowych, charakterystyczne dla obszaru południowo- oraz południowo-zachodniomacedońskiego[3], dawne *ǫ, jest realizowane jako å lub åm[4], np. våtuk, kåšča, råce, skåpo[5],
- brak środkowomacedońskiego przejścia *ję- > *jǫ[2],
- akcentowane e oraz o są realizowane jako samogłoski wąskie ẹ i ọ[6],
- prasłowiańskie sonanty *l̥ i *r̥ dały odpowiednio ạl i ạr, np. vạlk, pạlno, pạrsti, sạrp, bądź też ål i ăr, np. vålk, vålna, sărce, părsti[7].